# La belva nell'ombra
La belva nell'ombra è un romanzo scritto da Ranpo Edogawa; pubblicato nel 1928 e tradotto per la prima volta per il mercato italiano nel 1992 da Marsilio Editori.

## Edizioni
- Ranpo Edogawa, La belva nell'ombra, traduzione di Graziana Canova, collana Mille Gru, Marsilio Editori, 2005,  p. 167, ISBN 88-317-8029-8.